# الاشمور (فرع العدين)

تعديل مصدري - تعديل

الاشمور محلة تابعة لقرية وادي الحصن، التابعة لعزلة العاقبة بمديرية فرع العدين إحدى مديريات محافظة إب في الجمهورية اليمنية، بلغ تعداد سكانها 149 نسمة حسب تعداد اليمن لعام 2004.